# Manuel Armando de Vignerot du Plessis
Emmanuel Armand de Vignerot du Plessis, conde de Agenois, duque de Aiguillon y par de Francia (París, 31 de julio de 1720-ibídem, 1 de septiembre de 1788), fue un militar y estadista francés.

## Biografía
Hijo de Armand Louis de Vignerot du Plessis, duque de Aguillon, último sobrino-nieto de Richelieu, pariente del mariscal de Richelieu y sobrino del duque de La Vrillière, se alista en el ejército a los 17 años y, a los 19 años, ya es coronel del regimiento de Brie. Sirvió en Italia durante la Guerra de Sucesión de Austria. Resultó gravemente herido en el asedio de Château-Dauphin (1744) y fue encarcelado en (1746). En 1748 fue nombrado mariscal de campo.
Se casó en 1740 con Luisa Félicité de Brehan, hija del conde Plélo, quien, además de pertenecer a la familia Richelieu, le aseguró una importante posición en la Corte. Miembro del partido adepto, su hostilidad hacia las nuevas ideas provocó los sarcasmos de los planfetarios. "Inteligente, perspicaz, con una gran capacidad de trabajo y una clara facultad de asimilación, era autoritario, ambicioso y con una cierta inclinación a la duplicidad según las circunstancias que le rodearan". (Michel Antoine). El abad de Véri le veía como "un joven figurín" y "un carácter preparado para el espionaje y aridez".

### Gobernador de Bretaña
En 1753 fue nombrado gobernador de Bretaña y fue muy criticado por su lentitud en preparar una expedición contra Inglaterra (1759). No tardó en ganarse la impopularidad en una provincia que disfrutaba de ciertos privilegios o "libertades" concedidos en el momento de su anexión al Reino de Francia en el siglo XVI. Impuso en los Estados Provinciales unos edictos reales (1758) en contra de la opinión de la asamblea y se enfrentó con el Parlamento de Bretaña (1762). En junio de 1764, a instancias de D’Aguillon, el rey anuló un decreto del Parlamento que impedía subir nuevamente los impuestos sin el consentimiento de los Estados Provinciales, y no aceptó las amonestaciones, a este respecto, del Parlamento, que le acusaba de abusar de su poder.
El 11 de noviembre de 1765, Louis-René Caradeuc de la Chalotais (1701-1785), procurador general del Parlamento, fue arrestado. El conflicto entre D’Aguillon y los bretones duró dos años. Para suplir al Parlamento al que había suspendido de sus funciones, D’Aguillon estableció un tribunal especial, al cual llamaban irónicamente "la bailía de D’Aguillon" y que fue puesto en ridículo por los libelistas. D’Aguillon tuvo que disolver este tribunal en 1768 y regresar a la Corte, donde empezó a intrigar con el partido de los dévôts (ultracatólicos) hasta obtener la destitución del duque de Choiseul, entonces primer ministro de Luis XV, el 24 de diciembre de 1770.
Mientras tanto, el Parlamento de Bretaña abrió una información judicial contra D'Aiguillon en marzo de 1770, y en julio del mismo año el parlamento de París emitió una sentencia en contra suya acusándole de indignidad. El Rey tuvo que intervenir para anular la sentencia.

### Secretario de Estado y Asuntos Exteriores
En septiembre de 1769, D’Aguillon había sido nombrado lugarteniente de la caballería ligera de la Guardia, un puesto de mucha relevancia a pesar del poco aprecio en el que le tenía Luis XV. En 1742, el rey le había quitado a su amante, Mme. De la Tournelle, y el entonces conde d’Agenois no se lo tomó demasiado bien. Tampoco le perdonaba a Luis XV el hecho de que le privara del juicio en el Parlamento de París en el que habría podido justificarse de las acusaciones que se habían pronunciado contra él en el asunto de La Chalotais y del Parlamento de Bretaña. Se murmuró que, para vengarse del rey D’Aguillon, tomó como amante a la du Barry. Fuera como fuere, el caso es que el rey, enfrentado a D’Aguillon, no dejaba de demostrarle cierta frialdad. Sin embargo, siguiendo los consejos de Madame du Barry, Luis XV, al formar un nuevo gobierno con el propósito de quebrar la resistencia de los parlamentos provinciales, decidió, no sin cierta reticencia, designar a D’Aguillon secretario de Estado y Asuntos Exteriores el 6 de junio de 1771.
D’Aguillon, junto con el canciller Maupeou y el abad Terray, formó parte desde entonces del "triunvirato". Tras unas vacaciones de más de seis meses del departamento, d’Aguillon lo encuentra, al tomar posesión del mismo, en una situación difícil. Careciendo de experiencia en cuestiones diplomáticas, fue incapaz de enderezarlo.
Asistió, impotente, a la partición de Polonia, concertada por el tratado del 5 de agosto de 1772 entre Rusia y Prusia. En Suecia, aliada tradicional de Francia, apoyó el golpe de Gustavo III de Suecia, el 19 de agosto de 1772. Por solidaridad con la familia, favoreció las gestiones de España y Nápoles a favor de Clemente XIV para obtener la supresión de los Jesuitas, decidida el 21 de julio de 1773 por el breve Dominus ac Redemptor. Negoció la restitución a la Santa Sede de Aviñón y del condado de Venaissin, que fueron aceptadas por medio de unas cartas firmadas por Luis XV el 10 de abril de 1774.

### Caída y exilio
D’Aguillon fue también nombrado secretario de Estado de Guerra durante unos meses en 1774, conservando su cargo de Asuntos Exteriores. Apareció entonces como el verdadero jefe del ministerio. Pero al acceder a la corona Luis XVI, d’Aguillon fue apartado de la Corte no solo por su estrecha relación con Madame du Barry, sino también por sus contactos con el embajador de Francia en Londres, al que se acusaba de desvío de fondos. Dimitió de sus cargos el 2 de junio de 1774, aunque se le autorizó a conservar su cargo de coronel de la caballería ligera. Recibió una pensión y una gratificación de 500.000 francos. Pero debido a la inquina que le profesaba María Antonieta, no pudo retirarse en el castillo de Véretz, castillo feudal situado a orillas del Cher, cercano a Tours y que había restaurado a su gusto, sino que fue exiliado en el castillo de Aiguillon, a unas doscientas leguas de Versalles, destartalado, casi en ruinas y sin muebles. Perdió toda influencia en el mundo de la política y murió en 1788.
Era el padre de Armand Désiré de Vignerot du Plessis (1761-1800), notable político y militar de la Revolución francesa.